# Le Mesnil-Amand
Le Mesnil-Amand település Franciaországban, Manche megyében. Lakosainak száma 162 fő (2018. január 1.). Le Mesnil-Amand Ver, Gavray, Le Mesnil-Rogues, Le Mesnil-Villeman és La Meurdraquière községekkel határos.

## Népesség
A település népességének változása:
| Lakosok száma | 207  | 178  | 164  | 145  | 154  | 167  | 176  | 175  | 166  | 162  |
|               | 1968 | 1975 | 1982 | 1999 | 2006 | 2011 | 2013 | 2016 | 2017 | 2018 |